# Dia (Mythologie)
Dia (altgriechisch Δῖα, Δία Día) ist in der mykenischen Religion eine weibliche Entsprechung des Zeus. Sie ist in der Schreibweise Diwija auf Linear B-Täfelchen bezeugt, die in Pylos und Knossos gefunden wurden. In nachmykenischer Zeit ist sie kultisch mit Hera und Hebe verbunden. Nach Strabon wurde Hebe, die Göttin der Jugend und Gemahlin des Herakles, unter dem Namen Dia in Sikyon und Phleius kultisch verehrt.
Weiterhin ist Dia in der griechischen Mythologie die Gemahlin des Ixion. Ihre Herkunft ist unklar. Sie gilt als Tochter des Eioneus oder des Deioneus oder des Hesioneus. Ixion hatte seinem Schwiegervater reiche Brautgeschenke zugesagt, doch als dieser sie einforderte, wurde er von Ixion in eine mit glühenden Kohlen gefüllte Grube geworfen. Dia ist Mutter des Peirithoos, dessen Vater Ixion oder – nach der Mehrzahl der Quellen – Zeus selbst ist.
Schließlich soll eine Dia auch von Apollon Mutter des Arkaders Dryops sein; als Vater dieser Dia wird Lykaon genannt.
Bei den Römern ist Dea Dia der Name einer sonst unbekannten weiblichen Gottheit. Ihr galt das von den Arvalbrüdern im Monat Mai dargebrachte Opfer. Ob es sich bei der in einer Inschrift aus Amiternum bezeugten Dia um diese Gottheit handelt, ist unklar.